# Mitrephanes
Mitrephanes es un género de aves paseriformes perteneciente a la familia Tyrannidae que agrupa a dos especies nativas de la América tropical (Neotrópico), cuyas áreas de distribución se encuentran desde México, a través de América Central y del oeste de América del Sur hasta el noroeste de Bolivia y sureste del Perú. A sus miembros se les conoce por el nombre común de mosqueros moñudos, y también atrapamoscas moñudos, mosqueritos moñudos, entre otros.

## Etimología
El nombre genérico masculino «Mitrephanes» se compone de las palabras del griego «mitra» que significa ‘bonete’, ‘vestimenta de la cabeza’, y «phanēs» que significa ‘exhibir’.

## Características
Las aves de este género son dos pequeños tiránidos, midiendo entre 12,5 y 13 cm de longitud, semejantes a los pibíes del género Contopus; ambas son fácilmente reconocibles por sus cristas evidentes. Habitan en los bordes de bosques montañosos y andinos.

## Lista de especies
Según las clasificaciones del Congreso Ornitológico Internacional (IOC) y Clements Checklist/eBird, el género agrupa a las siguientes especies con el respectivo nombre popular de acuerdo con la Sociedad Española de Ornitología (SEO):
| Imagen | Nombre científico       | Autor                       | Nombre común             | Estado de conservación | Distribución |
| ------ | ----------------------- | --------------------------- | ------------------------ | ---------------------- | ------------ |
|        | Mitrephanes phaeocercus | (P.L. Sclater, 1859)        | mosquero moñudo común    | LC                     |              |
|        | Mitrephanes olivaceus   | Berlepsch & Stolzmann, 1894 | mosquero moñudo oliváceo | LC                     |              |

## Taxonomía
Los amplios estudios genético-moleculares realizados por Tello et al. (2009) descubrieron una cantidad de relaciones novedosas dentro de la familia Tyrannidae que todavía no están reflejadas en la mayoría de las clasificaciones. Siguiendo estos estudios, Ohlson et al. (2013) propusieron dividir Tyrannidae en cinco familias. Según el ordenamiento propuesto, Mitrephanes permanece en Tyrannidae, en una subfamilia Fluvicolinae Swainson, 1832-33, en una tribu Contopini Fitzpatrick, 2004 junto a Ochthornis, Cnemotriccus, Lathrotriccus, Aphanotriccus, Sayornis, Empidonax, Contopus y, provisoriamente, Xenotriccus.